# Alice Coltrane
Alice Coltrane (z d. Alice McLeod; ur. 27 sierpnia 1937 w Detroit, zm. 12 stycznia 2007 w West Hills) – amerykańska pianistka, harfistka i kompozytorka jazzowa, żona Johna Coltrane'a, matka saksofonisty Raviego Coltrane'a, siostra kontrabasisty Erniego Farrowa.

## Życiorys
Urodziła się jako Alice McLeod. Debiutowała w rodzinnym mieście, w trio wibrafonisty Terry'ego Pollarda. Przez pewien czas przebywała w Europie, a po powrocie do USA nawiązała w latach 1963–1964 współpracę z Terrym Gibbsem. Wtedy też poznała swojego przyszłego męża, saksofonistę Johna Coltrane'a, z którym wzięła ślub w 1966. Rok wcześniej zastąpiła pianistę McCoya Tynera w zespole Coltrane'a.
Po śmierci męża zaangażowała się w promocję jego dorobku, doprowadziła do wydania przez Impulse! Records wielu niepublikowanych nagrań. Kontrowersje wzbudziło uzupełnienie przez nią niektórych nagrań własnymi partiami harfy i smyczkami aranżowanymi przez Ornette'a Colemana.
Na przełomie lat 60. i 70. przy współpracy muzyków z ostatniego składu Coltrane'a nagrała kilka wysoce ocenionych przez krytykę albumów, łączących jazz z elementami muzyki medytacyjnej i etno. W późniejszych latach rozwijała swoje zainteresowania filozofią Wschodu i hinduizmem. Pod wpływem Sathya Sai Baby przyjęła imię Swamini Turiyasangitananda.
Współpracowała z wieloma artystami i zespołami muzycznymi. W 1987 w 20 rocznicę śmierci Johna Coltrane'a zorganizowała trasę koncertową zespołu Coltrane Legacy. Pod koniec 2006 po raz pierwszy od 25 lat wystąpiła publicznie, dając trzy koncerty (wśród muzyków znaleźli się m.in. jej syn Ravi Coltrane i basista Charlie Haden).
Zmarła 12 stycznia 2007 na skutek niewydolności oddechowej w West Hills Hospital na przedmieściach Los Angeles.

## Dyskografia

### Albumy solowe
- A Monastic Trio (1967–68)
- Huntington Ashram Monastery (1969)
- Ptah, the El Daoud (1970)
- Journey in Satchidananda (1970)
- Astral Meditations (1971)
- Universal Consciousness (1972)
- World Galaxy (1972)
- Lord of Lords (1972)
- John Coltrane: Infinity (1973)
- Reflection on Creation and Space (A Five Year View) (1973)
- Illuminations (1974; z Carlosem Santaną)
- Radha-Krisna Nama Sankirtana (1976)
- Transcendence (1977)
- Transfiguration (1978)
- Divine Songs (1987)
- Translinear Light (2004)

### Jako sideman
- Terry Gibbs, Terry Gibbs Plays Jewish Melodies in Jazztime (1963)
- John Coltrane, Infinity (1965, released, 1972)
- John Coltrane, Concert in Japan (1966)
- John Coltrane, Live in Japan (1966, released, 1991)
- John Coltrane, Live at the Village Vanguard Again! (1966, released, 1967)
- John Coltrane, Expression (1967)
- John Coltrane, Jupiter Variation (1967)
- John Coltrane, The Olatunji Concert: The Last Live Recording (1967)
- John Coltrane, Stellar Regions (1967; wydany w 1995)
- Rahsaan Roland Kirk, Left and Right (1968)
- McCoy Tyner, Extensions (1970)
- The Rascals, Peaceful World (1971)
- Joe Henderson, The Elements (1973)
- Charlie Haden, Closeness (Duets) (1976)